# William Caxton

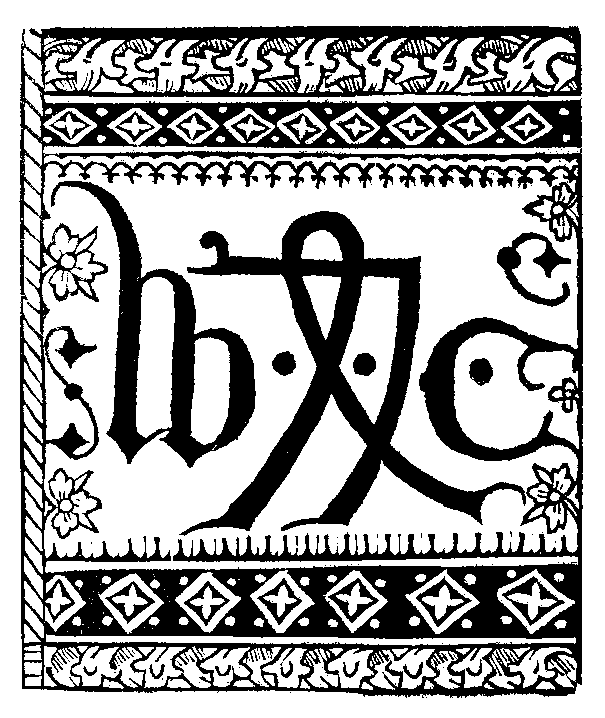
Drukkersmerk van William Caxton

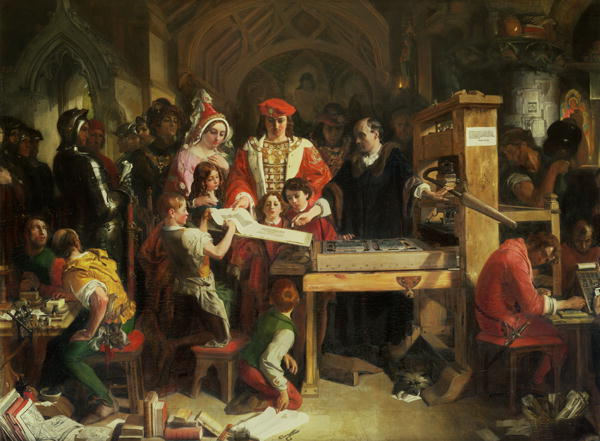
Caxton toont zijn eerste drukwerk aan koning Eduard IV in het aalmoezeniershuis in Westminster Abbey

William Caxton (Kent, ca. 1415-1422 – Westminster, maart 1491) was de eerste Engelse drukker.
Hij werd geboren in het graafschap Kent en ging naar Londen om als leerling te werken bij een stoffenhandelaar.

## Werk in Brugge
In 1446 vertrok hij naar Brugge om zijn leertijd af te ronden en meer op te steken over de zijdehandel. In 1463 werd hij in Brugge benoemd tot Governor of the English Nation of Merchant Adventurers. Hij had succes in het zakenleven en kwam later terecht in het huishouden van Margaretha van York, de hertogin van Bourgondië en zuster van de Engelse koning, die te Mechelen verbleef. Zij bestelde bij hem het eerste gedrukte Engelstalige werk. Tijdens de reizen die hierbij volgden maakte hij, onder andere in Keulen, kennis met de boekdrukkunst, die ergens tussen 1451 en 1456 was ontwikkeld door de Duitse Johannes Gutenberg.
Al snel richtte hij een eigen drukkerij op met hulp van Johann Veldenaer in Brugge, waar in 1475 het eerste Engelstalige boek werd gedrukt: The Recuyell of the Historyes of Troye, door Caxton zelf vertaald uit het Frans. Caxton zou in Brugge drie boeken drukken.

## Werk in Engeland
Na zijn terugkeer naar Engeland in 1476 zette hij de eerste drukpers op in het aalmoezeniershuis van Westminster Abbey in Westminster. Ook hier beperkte hij zich niet tot drukwerk, hij bleef verder vertalen, veelal uit het Frans en boeken uitgeven. Op 18 november 1477 leverde Caxton het eerste gedateerde gedrukte boekwerk in het Engels af getiteld "Dictes and Sayenges of the Phylosophers", een werk van Guillaume de Tignonville vertaald uit het Frans door Anthony Woodville, Graaf Rivers. In 1928 werd in Engeland een nog ouder drukwerk gevonden van Caxton onder de vorm van een aflaat (Indulgence) verstrekt door John Sant, de abt van Abingdon, aan Henry Langly en zijn vrouw Katherine, op 13 december 1476. Verscheidene bronnen beschouwen deze aflaat dan ook als het eerste gedrukte document in Engeland. In 1481 drukte Caxton het eerste geïllustreerde boekwerk "The Myrrour of the Worlde".
Caxton drukte onder meer Geoffrey Chaucers The Canterbury Tales (1478) en Thomas Malory's Morte d'Arthur (1485). Zijn invloed op de standaardisering van de Engelse taal en spelling is groot geweest.

## Publicaties
- The English Charlemagne Romances, Parts III and IV, The Lyf of the Noble and Crysten Prynce Charles the Grete, Translated from the French By William Caxton And Printed By Him 1485.
- Caxton's Canterbury Tales: The British Library Copies Images and full transcripts of the whole of Caxton's two editions of Geoffrey Chaucer's Canterbury Tales.
- Game and Playe of the Chesse. A Verbatim Reprint of the First Edition, 1474
- The Book of Fayttes of Armes and of Chyvalrye. Vertaling van: Livre des fais d'armes et de chevalerie van Christine de Pizan (1410)